# ژیوانشی-آن-گوئل
ژیوانشی-آن-گوئل (به فرانسوی: Givenchy-en-Gohelle) یک کمون در فرانسه است که در پا-دو-کاله واقع شده‌است.

## خصوصیات
ژیوانشی-آن-گوئل ۵٫۹۵ کیلومترمربع مساحت و ۲٬۰۵۱ نفر جمعیت دارد و ۹۷ متر بالاتر از سطح دریا واقع شده‌است.